# Espartano-pelágico
O espartano-pelágico (Pentaceros richardsoni), é uma espécie de peixe subtropical da família Pentacerotidae, que é nativo de águas profundas do hemisfério sul. Ocasionalmente é consumido, mas por ser uma espécie de águas profundas não é muito procurado pela pesca artesanal. Os juvenis, apresentam um corpo oval achatado com manchas espalhadas pelo corpo, já os adultos possuem um corpo alongado e liso. Raramente os juvenis são procurados como peixes ornamentais para aquários, mas por serem muito delicados, acabam não sobrevivendo, além de também ser um peixe que prefere águas em temperaturas mais baixas do que outros peixes tropicais.
O espartano-pelágico é nativo de águas subtropicais do hemisfério sul, podendo ser encontrado no sul do Oceano Atlântico, de Tristão da Cunha para a África do Sul, Oceano Índico, para o sul do Pacífico, sul da Austrália, Nova Zelândia e Chile.